# Kreuzkamm
Kreuzkamm är en bergstopp i Antarktis. Den ligger i Östantarktis. Nya Zeeland gör anspråk på området. Toppen på Kreuzkamm är 897 meter över havet.
Terrängen runt Kreuzkamm är kuperad söderut, men norrut är den bergig. Trakten är obefolkad. Det finns inga samhällen i närheten. 